# Budynek przy ul. Botanicznej 5 w Braniewie
Budynek przy ul. Botanicznej 5 w Braniewie – zabytkowa willa w Braniewie z początku XX wieku.

## Lokalizacja
Budynek znajduje się przy ul. Botanicznej 5 (przed wojną Stiftsweg) w Braniewie, naprzeciw miejskiego ogrodu zoologiczno-botanicznego i fosy miejskiej, w sąsiedztwie również zabytkowych zabudowań braniewskiej stadniny koni oraz domu konwertytów (znanego jako pałacyk Potockiego).

## Historia i architektura
Budynek o charakterze willowym, wybudowany na początku XX wieku. Wzniesiony jest na planie prostokąta, ma bardzo urozmaiconą bryłę pozbawioną określonych cech stylowych. Zarówno przed wojną, jak i współcześnie pełni funkcję mieszkalną. Przed II wojną światową mieszkali w nim m.in. profesor gimnazjum Andreas Quandt i prawnik Aloys Kehrbaum. 
18 sierpnia 1992 roku budynek wpisano do rejestru zabytków, numer rejestru 228/92.